# Acanthodis aquilina
Acanthodis aquilina är en insektsart som först beskrevs av Carl von Linné 1758.  Acanthodis aquilina ingår i släktet Acanthodis och familjen vårtbitare. Inga underarter finns listade i Catalogue of Life.